# Saint-Mards
Saint-Mards è un comune francese di 185 abitanti situato nel dipartimento della Senna Marittima nella regione della Normandia.

## Società

### Evoluzione demografica
Abitanti censiti